# Рубаије Омара Хајама
Рубаије Омара Хајама је збирка поезије персијског песника, астронома и математичара из 11. века Омара Хајама. Овај наслов збирци дао је енглески песник (заправо Ирац) и оријенталиста Едвард Фицџералд, који је 1859. године Хајамове стихове превео на енглески језик. Поезија Омара Хајама прожета је мистицизмом и скептицизмом и кроз ове стихове он изражава сву ширину својих идеја и критички однос према свету који га окружује, што није било уобичајено за ствараоце овог периода који се често назива и „мрачни средњи век”. Хајамове рубаије су преведене на многе језике широм света, а он се сматра најпознатијим песником Истока на Западу. О Хајаму и његовој поезији написана је читава литература, а у Европи се чак развила и грана науке – хајјамологија, која проучава његово песништво.

## Омар Хајам
Омар Хајам био је чувени астроном, физичар и математичар. Такође је владао традиционалним гранама исламске филозофије и могао са једнаким ауторитетом да говори о куранској егзегези и делима великих песника и мислилаца. На Истоку се прославио математичким и астрономским радовима, а на Западу у 19. веку управо својим рубаијама, прожетим мистицизмом и скептицизмом.

## Рубаија
У персијској поезији рубаија је једна од најкарактеристичнијих и најомиљенијих песничких форми. У Персији скоро да није било песника који се није огледао у њиховом стварању. Рубаија је катрен, песма од четири стиха у којој се по правилу римују први, други и четврти стих, док трећи обично нема заједничку риму. Песник кроз овупесничку форму најчешће изражава своја осећања — према природи, богу и вери, науци, љубави, човеку и свету. Свака је рубаија песма за себе. Захваљујући краткој форми погодне су за изражавање суштинских мисли, што их чини блиским грчким епиграмима.

## ОРубаијама Омара Хајама
| Једна рубаија Омара Хајама у преводу Фехима Бајрактаревића                                                                             |
| Када умрем вином мене окупајте С пехаром и вином мени талкин дајте А на судњем дану ако ме тражите Испод прага крчме земљу раскопајте! |

У време када је Европом владала дубока тама на пољу филозофије и уметности, Хајамове рубаије представљају израз невероватног слободоумља и ироније према схватањима средине која га је окруживала. Свој агностицизам и бунт против сваког наметнутог поретка Хајам је успео да преведе у поетску форму највише вредности. Није се устручавао да са хумором и пародијом говори и о самом творцу света. Сензуализам, хедонизам и похвала физичкој лепоти карактеристични су отклони његове поезије од уобичајених конвенција тог времена. Хајам је у својој домовини био цењен као астроном и математичар, али због ставова које је изражавао у својој поезији може се рећи да је био чак и омражен, изузев у најобразованијим круговима. Насупрот томе, на Западу се сматра најпознатијим песником Истока на Западу, називан често и „англосаксонским класиком персијског порекла” и „персијским Волтером”.
Рубаија је типично персијска песничка форма коју су неговали песници и пре и после Хајама. Међутим, висину до које је Хајам подигао своје рубаије нико није превазишао.

### Поезија Омара Хајама у Европи и на Западу
Мада је књижевно стваралаштво Омара Хајама било познато Европи још на почетку 19. века, право интересовање за његову поезију у свету јавило се после објављивања слободног препева енглеског песника Едварда Фицџералда 1859. године. У Европи је Хајам био познат и пре Фицџералда, али је управо његов слободни превод учинио да Хајам звучи модерно и постане толико популаран и преведен на многе светске језике.
У свом преводу Фицџералд је поштовао форму рубаије, али се није држао оригиналне метрике, него их је препевао у метру Шекспирових сонета, у десетерцу. Осим тога, у персијској књижевности свака рубаија је засебна целина и не мора имати никакве везе са претходном и следећом, а Фицџералд је успоставио извесну логичку везу. Управо ту лежи део његовог успеха, како књижевног, тако и књижарског.
Четрдесетих година 20. века у Кембриџској библиотеци појавила су се два рукописа, један из 1207. и други из 1259. која су на прави начин афирмисала Хајама као песника. Ови кембриџски рукописи једини се данас сматрају меродавним и базом за нове студије и преводе.

### Поезија Омара Хајама на Истоку
Као песник у Персији је Омар Хајам био мало познат, а и оно што је било познато пропало је или загубљено током провала Монгола. Помињу га само поједини писци из 12. и 13. века. Тек је Хајамова популарност у Европи потстакла Персијанце да се заинтересују за свог највећег рубаисту. Прве објављене збирке његових рубаија у Персији (данашњи Иран) потичу из 1926. и 1942. године.

### Поезија Омара Хајама у Србији
Рубаија као песничка форма на нашим просторима није заживела и ретко се употребљава. Разлог томе лежи у анимозитету према некадашњим политичким непријатељима, односно вишевековној турској владавини на овим просторима. Тај анимозитет исказивао се не само према историјским делима, већ и према лепој књижевности. То се унеколико променило под утицајем немачких оријенталистичких песника, а познато је да и Гете спадао у занесене поштоваоце источних, а посебно персијских песника. О овој појави Скерлић је писао: „Омладински песници, канибалски расположени према Турцима” и нешто касније „наши песници туркофоби, како се само може замислити, парадоксално су постали занети поклоници муслиманске поезије”.
На Балкану се Хајам први пут помиње тек половином 19. века, и то само једном једином рубаијом. Први озбиљнији превод објавио је Јован Јовановић Змај у збирци „Источни бисер“ из 1861. године. У ovoj збирци Змај је превео песме више источњачких песника, а међу њима и две Хајамове рубаије. Пишући преводе ових песама Змај се руководио маниром и духом источњачких аутора. Змајеве Рубаије говоре о љубави, страсти, вину, животу — идеје које су водиле и Омара Хајама док је стварао своје рубаије. Поштовао је форму оригинала, па је последњи стих закључак који прозилази из прва три, али је метрику песме и начин римовања прилагодио домаћим метричким навикама.
Један од најбољих и најпопуларнијих превода код нас објавио је Фехим Бајрактаревић, пионир балканске научне оријенталистике, 1964. године. Његов филолошки прецизан и надахнут стиховани превод 300 репрезентативних Хајамових рубаија рађен је према релевантним кембричким рукописима. Поред овог превода Барјактаревић је написао и неколико студија о овом персијском научнику и песнику